# Dowództwo Jednostek Wojska w Wielkiej Brytanii
Dowództwo Jednostek Wojska w Wielkiej Brytanii (Dtwo JWWB) – organ pracy dowódcy Jednostek Wojska w Wielkiej Brytanii.

## Historia Dowództwa
Na podstawie rozkazu L.dz. 1230/Tjn.Org.43 Naczelnego Wodza z 21 września 1943 roku „Organizacja dowodzenia Jednostkami Wojska na terenie Wielkiej Brytanii” na bazie dotychczasowego Dowództwa Jednostek Terytorialnych zostało powołane Dowództwo Jednostek Wojska w Wielkiej Brytanii. Dowódca JWWB został przełożonym wszystkich polskich jednostek wojska stacjonujących na terenie Wielkiej Brytanii, poza jednostkami i instytucjami podległymi bezpośrednio Naczelnemu Wodzowi i Ministrowi Obrony Narodowej.
22 listopada 1943 roku została wprowadzona w życie nowa organizacja Dowództwa JWWB
Na podstawie rozkazu wykonawczego L.dz. 12807 z 16 października 1943 roku.
20 października 1943 roku generał Głuchowski wydał rozkaz dzienny Nr 1 dowódcy Jednostek Wojska w Wielkiej Brytanii.
3 lipca 1944 roku Naczelny Wódz rozkazem nr 765 powierzył dowódcy JWWB kierownictwo wszystkich spraw związanych z mobilizacją, wyszkoleniem i formowaniem jednostek przewidzianych w I fazie Planu Rozbudowy Wojska („Plan P”).

## Organizacja JWWB jesienią 1943 roku
Organizacja JWWB jesienią 1943 roku
- Dowództwo Jednostek Wojska w Wielkiej Brytanii
- I Korpus
- 1 Samodzielna Brygada Spadochronowa
- 2 Sąd Polowy
- Areszt 2 Sądu Polowego
- Szpital Wojenny Nr 1 (od VIII 1944 - Szpital Wojenny Nr 4)
- Dom Ozdrowieńców
- Obóz Pomocniczej Wojskowej Służby Kobiet (zob. Pomocnicza Służba Kobiet)
- Stacja Zborna Oficerów
- Centrum Zaopatrzenia Materiałowego
- Ośrodek Zaopatrywania w Żywność i Materiały Pędne
- Składnica Sanitarna
- Polskie Biuro Wojskowe w Glasgow → Glasgow
- Polskie Biuro Wojskowe w Edynburgu → Edynburg
- Polskie Biuro Wojskowe w Falkirk → Falkirk
- Ekspozytura w Perth Polskiego Biura Wojskowego → Perth
- 1 Szwadron Żandarmerii
- 2 Szwadron Żandarmerii

Jednostki szkolne
- Sekcja Studiów Ogólnych
- Pluton Propagandowo-Oświatowy
- Centrum Wyszkolenia Piechoty
- Centrum Wyszkolenia Artylerii
- Centrum Wyszkolenia Broni Pancernych
- Centrum Wyszkolenia Saperów
- Centrum Wyszkolenia Łączności

Jednostki centralne podległe pod względem lokalno-garnizonowym i administracyjno-gospodarczym
- Wyższa Szkoła Wojenna
- Wojskowy Instytut Geograficzny
- Kurs Doskonalący Administracji Wojskowej
- Inspektorat Wyszkolenia Wojska
- Ośrodek Wyszkolenia Oddziału Specjalnego Sztabu NW
- Wojskowy Trybunał Orzekający
- Centralna Komisja Regulaminowa
- Sekcja Studiów Pancerno-Motorowych Wojskowego Instytutu Technicznego
- Biuro Rozrachunkowe MON
- Komisja Likwidacyjna przy Biurze Rozrachunkowym MON
- Ekspozytura Wydziału Prac Kulturalno-Oświatowych MON
- Archiwum Sił Zbrojnych
- Komenda Uzupełnień Nr 1
- Czołówka Dobrobytu Żołnierskiego
- Sekcja Budownictwa Wojskowego w Liverpoolu
- Inspektorat do Spraw Zarządu Wojskowego
- Centrum Wyszkolenia Służby Etapowej
- Samodzielna Kompania Grenadierów

## Organizacja Dowództwa JWWB jesienią 1943 roku
Organizacja Dowództwa JWWB jesienią 1943 roku
- Dowódca Jednostek Wojska w Wielkiej Brytanii
- I zastępca dowódcy
- II zastępca dowódcy
- Szefostwo Saperów
- Szefostwo Łączności
- Szefostwo Służby Duszpasterskiej
- Szefostwo Służby Sprawiedliwości
- sztab
- kwatermistrzostwo
- szefowie służb
- kompania dowodzenia

## Obsada personalna Dowództwa JWWB
Dowódcy JWWB
- gen. bryg. / dyw. Janusz Głuchowski (X 1943 - IX 1945)
- gen. dyw. Stanisław Maczek (IX 1945 - 1947[5])

- zastępca dowódcy - gen. bryg. Otton Krzisch (XI 1943 - X 1945)
- szef artylerii - płk art. Michał Gałązka (XII 1944 - IX 1946[6])